# Geraldine McEwan
Geraldine McEwan o Geraldine McKeown (Old Windsor, Berkshire, 9 de mayo de 1932 - Hammersmith, Londres, 30 de enero de 2015) fue una actriz británica ganadora de un premio BAFTA, con una trayectoria diversa y exitosa en el teatro, el cine y la televisión. 

## Carrera
McEwan empezó su carrera teatral a los 14 años como asistente del director del Teatro Real de Windsor. Hizo su primera aparición en el escenario de Windsor en octubre de 1946, como una acompañante de Hippolyta, en El sueño de una noche de verano, y personificó varios roles con la Windsor Repertory Company desde marzo de 1949 hasta marzo de 1951, incluyendo el rol en la pieza biográfica de Ruth Gordon, Years Ago. Realizó su primera gran aparición el 4 de abril de 1951 en el Teatro Vaudeville como Christina Deed en  la obra Who Goes There!, con gran éxito.
McEwan trabajó más de una vez con Laurence Olivier tanto en las tablas como en la pantalla, en especial en la Danza macabra, producida por Glen Byam Shaw para el Royal National Theatre en el Old Vic en febrero de 1967.
De 2004 a 2009, apareció como Miss Marple, la detective de Agatha Christie para la serie de televisión Marple, emitida en el canal de televisión británico ITV. Estuvo casada con el exdirector de la Royal Academy of Dramatic Art, Hugh Cruttwell, quien falleció en 2002.

## Fallecimiento
Geraldine falleció el 30 de enero de 2015 a los 82 años. Durante los últimos años de su vida fue intervenida en varias ocasiones por problemas cardíacos.

## Filmografía
| Año  | Película                                       | Personaje              | Otros títulos                     |
| ---- | ---------------------------------------------- | ---------------------- | --------------------------------- |
| 1953 | There Was a Young Lady                         | Irene                  |                                   |
| 1960 | No Kidding                                     | Catherine Robinson     | Beware of Children (U.S.)         |
| 1969 | The Dance of Death                             | Alice                  |                                   |
| 1976 | The Bawdy Adventures of Tom Jones              | Lady Bellaston         |                                   |
| 1976 | Escape from the Dark                           | Miss Coutt             | The Littlest Horse Thieves (U.S.) |
| 1978 | The Prime of Miss Jean Brodie                  | Jean Brodie            |                                   |
| 1986 | Foreign Body                                   | Lady Ammanford         |                                   |
| 1989 | Henry V                                        | Alice                  |                                   |
| 1991 | Robin Hood, príncipe de los ladrones           | Mortianna              |                                   |
| 1999 | The Love Letter                                | Constance Scattergoods |                                   |
| 2002 | Las hermanas de la Magdalena                   | Hermana Bridget        |                                   |
| 2004 | Vanity Fair                                    | Lady Southdown         | La feria de las vanidades         |
| 2004 | The Lazarus Child                              | Janet                  |                                   |
| 2004 | Carrie's War                                   | Señora Gotobed         |                                   |
| 2005 | Wallace & Gromit: The Curse of the Were-Rabbit | Miss Thripp            |                                   |
| 2008 | Wallace & Gromit: A Matter of Loaf and Death   | Miss Thripp            |                                   |